# Dirka po Italiji 1988
Dirka po Italiji 1988 (italijansko Giro d'Italia 1988) je 71. izvedba dirke po Italiji, tritedenske moške cestne kolesarske etapne dirke. Začela se je 23. maja v Urbinu in končala 21. junija v Vittoriu Venetu. Sodelovalo je 180 kolesarjev iz 20-ih ekip. Rožnato majico je prvič osvojil Andrew Hampsten (7-Eleven–Hoonved), drugo mesto Erik Breukink (Panasonic–Isostar–Colnago–Agu), tretje pa Urs Zimmermann (Carrera Jeans–Vagabond). Vijolično majico je osvojil Johan van der Velde (GIS–Ecoflam–Jolly), modro in zeleno majico Andrew Hampsten, belo majico pa Stefano Tomasini (Fanini–Seven Up).

## Ekipe
- Alba Cucine–Benotto–Sidermec
- Alfa Lum–Legnano–Ecoflam
- Atala–Ofmega
- Carrera Jeans–Vagabond
- Ariostea–Gres
- Chateau d'Ax
- Cyndarella–Isotonic
- Del Tongo
- Fanini–Seven Up
- Gewiss–Bianchi
- GIS–Ecoflam–Jolly
- Isoglass–Galli
- Malvor–Bottecchia–Sidi
- Panasonic–Isostar–Colnago–Agu
- PDM–Ultima–Concorde
- Reynolds
- Selca
- 7-Eleven–Hoonved
- Toshiba–Look
- Zahor Chocolates

## Etape
| Etapa | Datum     | Štart/Cilj                                   | Razdalja | Tip     | Tip                  | Zmagovalec                  |         |
| ----- | --------- | -------------------------------------------- | -------- | ------- | -------------------- | --------------------------- | ------- |
| 1     | 23. maj   | Urbino                                       | 9 km     |         | posamični kronometer | Jean-François Bernard (FRA) |         |
| 2     | 24. maj   | Urbino – Ascoli Piceno                       | 230 km   |         | gorska etapa         | Guido Bontempi (ITA)        |         |
| 3     | 25. maj   | Ascoli Piceno – Vasto                        | 184 km   |         | gorska etapa         | Stephan Joho (SUI)          |         |
| 4a    | 26. maj   | Vasto – Rodi Garganico                       | 123 km   |         | ravninska etapa      | Massimo Podenzana (ITA)     |         |
| 4b    | 26. maj   | Rodi Garganico – Vieste                      | 40 km    |         | ekipni kronometer    | Del Tongo                   |         |
| 5     | 27. maj   | Vieste – Santa Maria Capua Vetere            | 260 km   |         | gorska etapa         | Guido Bontempi (ITA)        |         |
| 6     | 28. maj   | Santa Maria Capua Vetere – Campitello Matese | 137 km   |         | gorska etapa         | Franco Chioccioli (ITA)     |         |
| 7     | 29. maj   | Campitello Matese – Avezzano                 | 178 km   |         | gorska etapa         | Andreas Kappes (FRG)        |         |
| 8     | 30. maj   | Avezzano – Chianciano Terme                  | 251 km   |         | gorska etapa         | Jean-François Bernard (FRA) |         |
| 9     | 31. maj   | Pienza – Marina di Massa                     | 235 km   |         | ravninska etapa      | Alessio Di Basco (ITA)      |         |
| 10    | 1. junij  | Carrara – Salsomaggiore Terme                | 190 km   |         | gorska etapa         | Paolo Rosola (ITA)          |         |
| 11    | 2. junij  | Parma – Colle Don Bosco                      | 229 km   |         | ravninska etapa      | odpovedana                  |         |
| 12    | 3. junij  | Novara – Selvino                             | 205 km   |         | gorska etapa         | Andrew Hampsten (USA)       |         |
| 13    | 4. junij  | Bergamo – Chiesa in Valmalenco               | 129 km   |         | gorska etapa         | Tony Rominger (SUI)         |         |
| 14    | 5. junij  | Chiesa in Valmalenco – Bormio                | 120 km   |         | gorska etapa         | Erik Breukink (NED)         |         |
| 15    | 6. junij  | Spondigna – Merano 2000                      | 83 km    |         | gorska etapa         | Jean-François Bernard (FRA) |         |
| 16    | 7. junij  | Merano – Innsbruck (Avstrija)                | 176 km   |         | gorska etapa         | Franco Vona (ITA)           |         |
| 17    | 8. junij  | Innsbruck (Avstrija) – Borgo Valsugana       | 221 km   |         | gorska etapa         | Patrizio Gambirasio (ITA)   |         |
| 18    | 9. junij  | Levico Terme – Valico del Vetriolo           | 18 km    |         | posamični kronometer | Andrew Hampsten (USA)       |         |
| 19    | 10. junij | Borgo Valsugana – Arta Terme                 | 223 km   |         | gorska etapa         | Stefano Giuliani (ITA)      |         |
| 20    | 11. junij | Arta Terme – Lido di Jesolo                  | 212 km   |         | ravninska etapa      | Alessio Di Basco (ITA)      |         |
| 21a   | 12. junij | Lido di Jesolo – Vittorio Veneto             | 73 km    |         | ravninska etapa      | Urs Freuler (SUI)           |         |
| 21b   | 12. junij | Vittorio Veneto – Vittorio Veneto            | 43 km    |         | posamični kronometer | Lech Piasecki (POL)         |         |
|       | Skupaj    | Skupaj                                       | 3579 km  | 3579 km | 3579 km              | 3579 km                     | 3579 km |

## Razvrstitev po klasifikacijah
| Etapa  | Zmagovalec            | Rožnata majica ·      | Vijolična majica ·    | Zelena majica ·  | Bela majica ·     | Modra majica ·    | Ekipno                        |
| ------ | --------------------- | --------------------- | --------------------- | ---------------- | ----------------- | ----------------- | ----------------------------- |
| 1      | Jean-François Bernard | Jean-François Bernard | Jean-François Bernard | brez             | Bruno Hürlimann   | brez              | Carrera Jeans–Vagabond        |
| 2      | Guido Bontempi        | Jean-François Bernard | Guido Bontempi        | Stefano Giuliani | Bruno Hürlimann   | brez              | Carrera Jeans–Vagabond        |
| 3      | Stephan Joho          | Jean-François Bernard | Guido Bontempi        | Renato Piccolo   | Bruno Hürlimann   | Stephan Joho      | Carrera Jeans–Vagabond        |
| 4a     | Massimo Podenzana     | Massimo Podenzana     | Rolf Sørensen         | Renato Piccolo   | Massimo Podenzana | Stephan Joho      | Carrera Jeans–Vagabond        |
| 4b     | Del Tongo             | Massimo Podenzana     | Rolf Sørensen         | Renato Piccolo   | Massimo Podenzana | Stephan Joho      | Del Tongo                     |
| 5      | Guido Bontempi        | Massimo Podenzana     | Guido Bontempi        | Renato Piccolo   | Massimo Podenzana | Stephan Joho      | Carrera Jeans–Vagabond        |
| 6      | Franco Chioccioli     | Massimo Podenzana     | Guido Bontempi        | Renato Piccolo   | Massimo Podenzana | Franco Chioccioli | Carrera Jeans–Vagabond        |
| 7      | Andreas Kappes        | Massimo Podenzana     | Johan van der Velde   | Renato Piccolo   | Massimo Podenzana | Franco Chioccioli | Carrera Jeans–Vagabond        |
| 8      | Jean-François Bernard | Massimo Podenzana     | Johan van der Velde   | Renato Piccolo   | Massimo Podenzana | Franco Chioccioli | Carrera Jeans–Vagabond        |
| 9      | Alessio Di Basco      | Massimo Podenzana     | Johan van der Velde   | Renato Piccolo   | Massimo Podenzana | Franco Chioccioli | Carrera Jeans–Vagabond        |
| 10     | Paolo Rosola          | Massimo Podenzana     | Johan van der Velde   | Renato Piccolo   | Massimo Podenzana | Franco Chioccioli | Carrera Jeans–Vagabond        |
| 11     | odpovedana            | Massimo Podenzana     | Johan van der Velde   | Renato Piccolo   | Massimo Podenzana | Franco Chioccioli | Carrera Jeans–Vagabond        |
| 12     | Andrew Hampsten       | Franco Chioccioli     | Johan van der Velde   | Renato Piccolo   | Franco Vona       | Andrew Hampsten   | Del Tongo                     |
| 13     | Tony Rominger         | Franco Chioccioli     | Johan van der Velde   | Renato Piccolo   | Franco Vona       | Andrew Hampsten   | Del Tongo                     |
| 14     | Erik Breukink         | Andrew Hampsten       | Johan van der Velde   | Renato Piccolo   | Stefano Tomasini  | Andrew Hampsten   | Carrera Jeans–Vagabond        |
| 15     | Jean-François Bernard | Andrew Hampsten       | Johan van der Velde   | Renato Piccolo   | Stefano Tomasini  | Andrew Hampsten   | Del Tongo                     |
| 16     | Franco Vona           | Andrew Hampsten       | Johan van der Velde   | Renato Piccolo   | Stefano Tomasini  | Andrew Hampsten   | Panasonic–Isostar–Colnago–Agu |
| 17     | Patrizio Gambirasio   | Andrew Hampsten       | Johan van der Velde   | Renato Piccolo   | Stefano Tomasini  | Andrew Hampsten   | Panasonic–Isostar–Colnago–Agu |
| 18     | Andrew Hampsten       | Andrew Hampsten       | Johan van der Velde   | Andrew Hampsten  | Stefano Tomasini  | Andrew Hampsten   | Carrera Jeans–Vagabond        |
| 19     | Stefano Giuliani      | Andrew Hampsten       | Johan van der Velde   | Andrew Hampsten  | Stefano Tomasini  | Andrew Hampsten   | Carrera Jeans–Vagabond        |
| 20     | Alessio Di Basco      | Andrew Hampsten       | Johan van der Velde   | Andrew Hampsten  | Stefano Tomasini  | Andrew Hampsten   | Carrera Jeans–Vagabond        |
| 21a    | Urs Freuler           | Andrew Hampsten       | Johan van der Velde   | Andrew Hampsten  | Stefano Tomasini  | Andrew Hampsten   | Carrera Jeans–Vagabond        |
| 21b    | Lech Piasecki         | Andrew Hampsten       | Johan van der Velde   | Andrew Hampsten  | Stefano Tomasini  | Andrew Hampsten   | Carrera Jeans–Vagabond        |
| Skupaj | Skupaj                | Andrew Hampsten       | Johan van der Velde   | Andrew Hampsten  | Stefano Tomasini  | Andrew Hampsten   | Carrera Jeans–Vagabond        |

## Končna razvrstitev
| Legenda | Legenda                                   | Legenda | Legenda                                    |
| ------- | ----------------------------------------- | ------- | ------------------------------------------ |
|         | Predstavlja vodilnega v skupnem seštevku  |         | Predstavlja vodilnega v kombinaciji        |
|         | Predstavlja vodilnega po točkah           |         | Predstavlja vodilnega v gorski razvrstitvi |
|         | Predstavlja najboljšega mladega kolesarja |         |                                            |

### Rožnata majica
| Poz. | Kolesar                 | Ekipa                         | Čas         |
| ---- | ----------------------- | ----------------------------- | ----------- |
| 1    | Andrew Hampsten (USA)   | 7-Eleven–Hoonved              | 97h 18' 56" |
| 2    | Erik Breukink (NED)     | Panasonic–Isostar–Colnago–Agu | + 1' 43"    |
| 3    | Urs Zimmermann (SUI)    | Carrera Jeans–Vagabond        | + 2' 45"    |
| 4    | Flavio Giupponi (ITA)   | Del Tongo                     | + 6' 56"    |
| 5    | Franco Chioccioli (ITA) | Del Tongo                     | + 13' 20"   |
| 6    | Marco Giovannetti (ITA) | GIS–Ecoflam–Jolly             | + 15' 20"   |
| 7    | Pedro Delgado (ESP)     | Reynolds                      | + 17' 02"   |
| 8    | Peter Winnen (NED)      | Panasonic–Isostar–Colnago–Agu | + 18' 14"   |
| 9    | Stefano Tomasini (ITA)  | Fanini–Seven Up               | + 27' 01"   |
| 10   | Maurizio Vandelli (ITA) | Atala–Ofmega                  | + 27' 02"   |

| Skupna razvrstitev kolesarjev (11–125) | Skupna razvrstitev kolesarjev (11–125) | Skupna razvrstitev kolesarjev (11–125) | Skupna razvrstitev kolesarjev (11–125) |
| Poz.                                   | Kolesar                                | Ekipa                                  | Čas                                    |
| -------------------------------------- | -------------------------------------- | -------------------------------------- | -------------------------------------- |
| 11                                     | Beat Breu (SUI)                        | Cyndarella–Isotonic                    | + 28' 17"                              |
| 12                                     | Marc Madiot (FRA)                      | Toshiba–Look                           | + 28' 17"                              |
| 13                                     | Roberto Visentini (ITA)                | Carrera Jeans–Vagabond                 | + 40' 07"                              |
| 14                                     | Raúl Alcalá (MEX)                      | 7-Eleven–Hoonved                       | + 40' 09"                              |
| 15                                     | Franco Vona (ITA)                      | Chateau d'Ax                           | + 42' 31"                              |
| 16                                     | Juan Tomas Martínez (ESP)              | Zahor Chocolates                       | + 49' 12"                              |
| 17                                     | Guy Nulens (BEL)                       | Panasonic–Isostar–Colnago–Agu          | + 53' 49"                              |
| 18                                     | Massimo Ghirotto (ITA)                 | Carrera Jeans–Vagabond                 | + 54' 48"                              |
| 19                                     | Alberto Volpi (ITA)                    | Gewiss–Bianchi                         | + 55' 05"                              |
| 20                                     | Emanuele Bombini (ITA)                 | Gewiss–Bianchi                         | + 55' 33"                              |
| 21                                     | Ennio Vanotti (ITA)                    | Chateau d'Ax                           | + 57' 39"                              |
| 22                                     | Silvano Contini (ITA)                  | Malvor–Bottecchia–Sidi                 | + 58' 12"                              |
| 23                                     | Helmut Wechselberger (AUT)             | Malvor–Bottecchia–Sidi                 | + 59' 17"                              |
| 24                                     | Claudio Chiappucci (ITA)               | Carrera Jeans–Vagabond                 | + 1h 01' 11"                           |
| 25                                     | Marco Franceschini (ITA)               | Alba Cucine–Benotto–Sidermec           | + 1h 01' 22"                           |
| 26                                     | Marino Amadori (ITA)                   | Alfa Lum–Legnano–Ecoflam               | + 1h 02' 42"                           |
| 27                                     | Giuseppe Saronni (ITA)                 | Del Tongo                              | + 1h 03' 28"                           |
| 28                                     | Claudio Savini (ITA)                   | Alba Cucine–Benotto–Sidermec           | + 1h 04' 10"                           |
| 29                                     | Angelo Lecchi (ITA)                    | Del Tongo                              | + 1h 04' 30"                           |
| 30                                     | José Luis Laguía (ESP)                 | Reynolds                               | + 1h 06' 55"                           |
| 31                                     | Alfio Vandi (ITA)                      | Isoglass–Galli                         | + 1h 08' 58"                           |
| 32                                     | Luis Javier Lukin (ESP)                | Reynolds                               | + 1h 10' 21"                           |
| 33                                     | Roberto Conti (ITA)                    | Selca                                  | + 1h 11' 30"                           |
| 34                                     | Mauro-Antonio Santaromita (ITA)        | Alba Cucine–Benotto–Sidermec           | + 1h 11' 35"                           |
| 35                                     | Marco Vitali (ITA)                     | Atala–Ofmega                           | + 1h 12' 07"                           |
| 36                                     | Luciano Loro (ITA)                     | Del Tongo                              | + 1h 14' 58"                           |
| 37                                     | Fabrice Philipot (FRA)                 | Toshiba–Look                           | + 1h 15' 40"                           |
| 38                                     | Dominique Arnaud (FRA)                 | Reynolds                               | + 1h 17' 24"                           |
| 39                                     | Marcello Siboni (ITA)                  | Ariostea–Gres                          | + 1h 18' 07"                           |
| 40                                     | Santiago Portillo (ESP)                | Zahor Chocolates                       | + 1h 18' 43"                           |
| 41                                     | Massimo Podenzana (ITA)                | Atala–Ofmega                           | + 1h 18' 57"                           |
| 42                                     | Rolf Sørensen (DEN)                    | Ariostea–Gres                          | + 1h 20' 51"                           |
| 43                                     | Werner Stutz (SUI)                     | Cyndarella–Isotonic                    | + 1h 25' 51"                           |
| 44                                     | Tony Rominger (SUI)                    | Chateau d'Ax                           | + 1h 27' 44"                           |
| 45                                     | Jésus Rodriguez Magro (ESP)            | Reynolds                               | + 1h 28' 15"                           |
| 46                                     | Jeff Pierce (USA)                      | 7-Eleven–Hoonved                       | + 1h 28' 46"                           |
| 47                                     | Omar Hernández (COL)                   | Reynolds                               | + 1h 29' 13"                           |
| 48                                     | Rolf Järmann (SUI)                     | Cyndarella–Isotonic                    | + 1h 35' 20"                           |
| 49                                     | Roberto Pagnin (ITA)                   | Gewiss–Bianchi                         | + 1h 35' 26"                           |
| 50                                     | Gianni Faresin (ITA)                   | Malvor–Bottecchia–Sidi                 | + 1h 36' 02"                           |
| 51                                     | Enrico Galleschi (ITA)                 | Alba Cucine–Benotto–Sidermec           | + 1h 38' 24"                           |
| 52                                     | Luca Rota (ITA)                        | Del Tongo                              | + 1h 39' 51"                           |
| 53                                     | Luciano Rabottini (ITA)                | Ariostea–Gres                          | + 1h 43' 42"                           |
| 54                                     | Claudio Corti (ITA)                    | Chateau d'Ax                           | + 1h 44' 22"                           |
| 55                                     | Jörg Müller (SUI)                      | PDM–Ultima–Concorde                    | + 1h 46' 21"                           |
| 56                                     | Stefano Giuliani (ITA)                 | Chateau d'Ax                           | + 1h 47' 10"                           |
| 57                                     | Teun van Vliet (NED)                   | Panasonic–Isostar–Colnago–Agu          | + 1h 48' 15"                           |
| 58                                     | Daniël Wyder (SUI)                     | Isoglass–Galli                         | + 1h 49' 10"                           |
| 59                                     | Michele Moro (ITA)                     | Selca                                  | + 1h 50' 43"                           |
| 60                                     | Jiří Škoda (CZE)                       | Alfa Lum–Legnano–Ecoflam               | + 1h 51' 01"                           |
| 61                                     | Bob Roll (USA)                         | 7-Eleven–Hoonved                       | + 1h 52' 07"                           |
| 62                                     | Ron Kiefel (USA)                       | 7-Eleven–Hoonved                       | + 1h 52' 21"                           |
| 63                                     | Renato Piccolo (ITA)                   | Gewiss–Bianchi                         | + 1h 54' 48"                           |
| 64                                     | Gian-Paolo Fregonese (ITA)             | Malvor–Bottecchia–Sidi                 | + 1h 55' 10"                           |
| 65                                     | Johan van der Velde (NED)              | GIS–Ecoflam–Jolly                      | + 1h 56' 27"                           |
| 66                                     | Marc van Orsouw (NED)                  | PDM–Ultima–Concorde                    | + 1h 57' 15"                           |
| 67                                     | Pierino Gavazzi (ITA)                  | Fanini–Seven Up                        | + 2h 00' 43"                           |
| 68                                     | Jesper Worre (DEN)                     | Gewiss–Bianchi                         | + 2h 05' 18"                           |
| 69                                     | Henk Lubberding (NED)                  | Panasonic–Isostar–Colnago–Agu          | + 2h 05' 19"                           |
| 70                                     | Maurizio Piovani (ITA)                 | Del Tongo                              | + 2h 06' 11"                           |
| 71                                     | Kurt Steinmann (SUI)                   | Cyndarella–Isotonic                    | + 2h 07' 12"                           |
| 72                                     | Bruno Hürlimann (SUI)                  | Cyndarella–Isotonic                    | + 2h 09' 36"                           |
| 73                                     | Ennio Salvador (ITA)                   | Gewiss–Bianchi                         | + 2h 09' 45"                           |
| 74                                     | Lech Piasecki (POL)                    | Del Tongo                              | + 2h 09' 56"                           |
| 75                                     | Eric Vanderaerden (BEL)                | Panasonic–Isostar–Colnago–Agu          | + 2h 10' 16"                           |
| 76                                     | Alessandro Pozzi (ITA)                 | Chateau d'Ax                           | + 2h 13' 08"                           |
| 77                                     | Luigi Botteon (ITA)                    | Fanini–Seven Up                        | + 2h 13' 19"                           |
| 78                                     | Marco Votolo (ITA)                     | Carrera Jeans–Vagabond                 | + 2h 13' 45"                           |
| 79                                     | Theo de Rooij (NED)                    | Panasonic–Isostar–Colnago–Agu          | + 2h 15' 33"                           |
| 80                                     | Czesław Lang (POL)                     | Del Tongo                              | + 2h 16' 48"                           |
| 81                                     | Daniele Pizzol (ITA)                   | Malvor–Bottecchia–Sidi                 | + 2h 18' 42"                           |
| 82                                     | Urs Freuler (SUI)                      | Panasonic–Isostar–Colnago–Agu          | + 2h 18' 50"                           |
| 83                                     | Marco Zen (ITA)                        | Alfa Lum–Legnano–Ecoflam               | + 2h 18' 56"                           |
| 84                                     | Fabio Bordonali (ITA)                  | Carrera Jeans–Vagabond                 | + 2h 19' 32"                           |
| 85                                     | Silvano Lorenzon (ITA)                 | Malvor–Bottecchia–Sidi                 | + 2h 19' 36"                           |
| 86                                     | Alberto Elli (ITA)                     | Fanini–Seven Up                        | + 2h 20' 44"                           |
| 87                                     | Tullio Cortinovis (ITA)                | Atala–Ofmega                           | + 2h 20' 44"                           |
| 88                                     | Francesco Cesarini (ITA)               | Ariostea–Gres                          | + 2h 24' 30"                           |
| 89                                     | Claudio Vandelli (ITA)                 | Atala–Ofmega                           | + 2h 26' 55"                           |
| 90                                     | Federico Ghiotto (ITA)                 | GIS–Ecoflam–Jolly                      | + 2h 31' 27"                           |
| 91                                     | Guido Bontempi (ITA)                   | Carrera Jeans–Vagabond                 | + 2h 31' 47"                           |
| 92                                     | Daniel Gisiger (SUI)                   | Cyndarella–Isotonic                    | + 2h 32' 38"                           |
| 93                                     | Marco Saligari (ITA)                   | Ariostea–Gres                          | + 2h 35' 11"                           |
| 94                                     | Jesus Suarez Cuevas (ESP)              | Zahor Chocolates                       | + 2h 38' 16"                           |
| 95                                     | Fabrizio Vannucci (ITA)                | Selca                                  | + 2h 40' 11"                           |
| 96                                     | Mario Noris (ITA)                      | Atala–Ofmega                           | + 2h 42' 20"                           |
| 97                                     | Luigi Furlan (ITA)                     | Gewiss–Bianchi                         | + 2h 45' 16"                           |
| 98                                     | Melcior Mauri (ESP)                    | Reynolds                               | + 2h 45' 59"                           |
| 99                                     | Arno Wohlfahrter (AUT)                 | Malvor–Bottecchia–Sidi                 | + 2h 49' 04"                           |
| 100                                    | Valerio Piva (ITA)                     | Ariostea–Gres                          | + 2h 49' 37"                           |
| 101                                    | Pierangelo Bincoletto (ITA)            | Toshiba–Look                           | + 2h 50' 10"                           |
| 102                                    | Paolo Rosola (ITA)                     | Gewiss–Bianchi                         | + 2h 55' 06"                           |
| 103                                    | Allan Peiper (AUS)                     | Panasonic–Isostar–Colnago–Agu          | + 2h 56' 48"                           |
| 104                                    | Flavio Chesini (ITA)                   | Alba Cucine–Benotto–Sidermec           | + 2h 57' 52"                           |
| 105                                    | Johan Lammerts (NED)                   | Toshiba–Look                           | + 2h 58' 24"                           |
| 106                                    | Giuseppe Petito (ITA)                  | GIS–Ecoflam–Jolly                      | + 2h 59' 41"                           |
| 107                                    | Silvio Martinello (ITA)                | Atala–Ofmega                           | + 3h 05' 27"                           |
| 108                                    | Luciano Boffo (ITA)                    | Alfa Lum–Legnano–Ecoflam               | + 3h 07' 25"                           |
| 109                                    | Alessio Di Basco (ITA)                 | Fanini–Seven Up                        | + 3h 07' 48"                           |
| 110                                    | Giovanni Strazzer (ITA)                | Malvor–Bottecchia–Sidi                 | + 3h 08' 59"                           |
| 111                                    | Eduardo Rocchi (ITA)                   | Selca                                  | + 3h 10' 13"                           |
| 112                                    | Antonio Ferretti (SUI)                 | Isoglass–Galli                         | + 3h 11' 02"                           |
| 113                                    | Daniele del Ben (ITA)                  | GIS–Ecoflam–Jolly                      | + 3h 11' 07"                           |
| 114                                    | Stefano Allocchio (ITA)                | Chateau d'Ax                           | + 3h 17 '00"                           |
| 115                                    | Paul Popp (AUT)                        | Malvor–Bottecchia–Sidi                 | + 3h 21' 13"                           |
| 116                                    | Daniele Caroli (ITA)                   | Alfa Lum–Legnano–Ecoflam               | + 3h 29' 20"                           |
| 117                                    | Luc Ronsse (BEL)                       | Isoglass–Galli                         | + 3h 34' 56"                           |
| 118                                    | Davis Phinney (USA)                    | 7-Eleven–Hoonved                       | + 3h 40' 27"                           |
| 119                                    | Jan-Erik Østergaard (DEN)              | Isoglass–Galli                         | + 3h 43' 00"                           |
| 120                                    | Patrizio Gambirasio (ITA)              | Selca                                  | + 3h 46' 49"                           |
| 121                                    | Giovanni Bottoia (ITA)                 | Chateau d'Ax                           | + 3h 48' 51"                           |
| 122                                    | Enrico Grimani (ITA)                   | Alba Cucine–Benotto–Sidermec           | + 3h 52' 01"                           |
| 123                                    | Geert Vandewalle (BEL)                 | Isoglass–Galli                         | + 4h 06' 47"                           |
| 124                                    | Hendrik Redant (BEL)                   | Isoglass–Galli                         | + 4h 19' 36"                           |
| 125                                    | Dante Morandi (ITA)                    | Selca                                  | + 4h 48' 15"                           |

### Vijolična majica
| Poz. | Kolesar                   | Ekipa                         | Točke |
| ---- | ------------------------- | ----------------------------- | ----- |
| 1    | Johan van der Velde (NED) | GIS–Ecoflam–Jolly             | 154   |
| 2    | Rolf Sørensen (DEN)       | Ariostea–Gres                 | 131   |
| 3    | Andrew Hampsten (USA)     | 7-Eleven–Hoonved              | 129   |
| 4    | Alessio Di Basco (ITA)    | Fanini–Seven Up               | 117   |
| 5    | Erik Breukink (NED)       | Panasonic–Isostar–Colnago–Agu | 115   |

### Zelena majica
| Poz. | Kolesar                | Ekipa                         | Točke |
| ---- | ---------------------- | ----------------------------- | ----- |
| 1    | Andrew Hampsten (USA)  | 7-Eleven–Hoonved              | 59    |
| 2    | Stefano Giuliani (ITA) | Panasonic–Isostar–Colnago–Agu | 55    |
| 3    | Renato Piccolo (ITA)   | Gewiss–Bianchi                | 49    |
| 4    | Urs Zimmermann (SUI)   | Carrera Jeans–Vagabond        | 40    |
| 5    | Tony Rominger (SUI)    | Chateau d'Ax                  | 23    |

### Bela majica
| Poz. | Kolesar                    | Ekipa                  | Čas         |
| ---- | -------------------------- | ---------------------- | ----------- |
| 1    | Stefano Tomasini (ITA)     | Fanini–Seven Up        | 97h 45' 57" |
| 2    | Franco Vona (ITA)          | Chateau d'Ax           | + 15' 30"   |
| 3    | Helmut Wechselberger (AUT) | Malvor–Bottecchia–Sidi | + 32' 16"   |
| 4    | Angelo Lecchi (ITA)        | Del Tongo              | + 37' 37"   |
| 5    | Luis Javier Lukin (ESP)    | Reynolds               | + 43' 20"   |

### Ekipna razvrstitev
| Poz. | Ekipa                         | Čas          |
| ---- | ----------------------------- | ------------ |
| 1    | Carrera Jeans–Vagabond        | 291h 10' 15" |
| 2    | Panasonic–Isostar–Colnago–Agu | + 4' 34"     |
| 3    | Del Tongo                     | + 9' 55"     |
| 4    | 7-Eleven–Hoonved              | + 34' 44"    |
| 5    | Reynolds                      | + 35' 05"    |

### Modra majica
| Poz. | Kolesar               | Ekipa                         | Točke |
| ---- | --------------------- | ----------------------------- | ----- |
| 1    | Andrew Hampsten (USA) | 7-Eleven–Hoonved              | 8     |
| 2    | Urs Zimmermann (SUI)  | Carrera Jeans–Vagabond        | 12    |
| 3    | Erik Breukink (NED)   | Panasonic–Isostar–Colnago–Agu | 20    |

### Posebni šprinti
| Poz. | Kolesar               | Ekipa                  | Točke |
| ---- | --------------------- | ---------------------- | ----- |
| 1    | Andrew Hampsten (USA) | 7-Eleven–Hoonved       | 21    |
| 2    | Urs Zimmermann (SUI)  | Carrera Jeans–Vagabond | 17    |
| 3    | Rolf Sørensen (DEN)   | Ariostea–Gres          | 17    |

### Vmesni šprinti
| Poz. | Kolesar                | Ekipa                        | Točke |
| ---- | ---------------------- | ---------------------------- | ----- |
| 1    | Alessio Di Basco (ITA) | Fanini–Seven Up              | 41    |
| 2    | Flavio Chesini (ITA)   | Alba Cucine–Benotto–Sidermec | 22    |
| 3    | Enrico Grimani (ITA)   | Alba Cucine–Benotto–Sidermec | 9     |
| 4    | Paul Popp (AUT)        | Malvor–Bottecchia–Sidi       | 8     |
| 4    | Roberto Pagnin (ITA)   | Gewiss–Bianchi               | 8     |

### Borbenost
| Poz. | Kolesar                 | Ekipa                  | Točke |
| ---- | ----------------------- | ---------------------- | ----- |
| 1    | Rolf Sørensen (DEN)     | Ariostea–Gres          | 73    |
| 2    | Emanuele Bombini (ITA)  | Gewiss–Bianchi         | 66    |
| 3    | Franco Chioccioli (ITA) | Del Tongo              | 50    |
| 4    | Massimo Podenzana (ITA) | Atala–Ofmega           | 46    |
| 5    | Urs Zimmermann (SUI)    | Carrera Jeans–Vagabond | 43    |